# Arycanda georgiata
Arycanda georgiata är en fjärilsart som beskrevs av Achille Guenée 1858. Arycanda georgiata ingår i släktet Arycanda och familjen mätare. Inga underarter finns listade i Catalogue of Life.